# Éleu-dit-Leauwette
 Éleu-dit-Leauwette  es una población y comuna francesa, situada en la región de Norte-Paso de Calais, departamento de Paso de Calais, en el distrito de Lens y cantón de Liévin-Sud.

## Demografía
| 2813 | 2967 | 2878 | 3710 | 3402 | 3107 |
| Para los censos de 1962 a 1999 la población legal corresponde a la población sin duplicidades (Fuente: INSEE [Consultar]) |      |      |      |      |      |